# Planète sauvage (parc zoologique)
Ne doit pas être confondu avec le zoo African Safari.
Pour les articles homonymes, voir Planète sauvage.
Planète sauvage est un parc zoologique situé sur la côte atlantique française, à Port-Saint-Père, près de Nantes, dans le département de Loire-Atlantique. Fondé en 1992 par Monique et Dany Laurent et connu jusqu'en 1998 sous le nom de Safari Africain, il est exploité par la Compagnie des Alpes pendant dix ans, entre 2005 et 2015. Il est depuis cette date la propriété du Looping Group, dont le principal actionnaire est le fonds d'investissement PAI Partners.
Il couvre une superficie d'environ quatre-vingt-cinq hectares, dans lesquels vivent environ 1 100 animaux de 120 espèces, et se compose d'une partie safari visitable en voiture et d'une partie piétonne qui comprend notamment l'un des deux delphinariums de France métropolitaine, où sont présentés des grands dauphins.
Depuis 2010, sa fréquentation annuelle est comprise entre 216 000 et 292 000 visiteurs. Bien qu'il ne soit pas membre de l'Association européenne des zoos et aquariums, le parc collabore avec des chercheurs européens et finance des associations de conservation de la nature.
Le parc est également connu pour avoir présenté le village de Bamboula, un zoo humain, en 1994 ; pour les questions liées à l'hébergement des dauphins en structure zoologique et pour un article dénonçant une vente de singes à un laboratoire.

## Histoire

### Création
Le parc ouvre en 1992 sous l'impulsion de Dany Laurent et de son épouse Monique, un couple déjà à l'origine du zoo de La Boissière-du-Doré, ouvert en 1984 en lisière du Maine-et-Loire. Il porte alors le nom de Safari Africain et présente environ 500 animaux sur 140 hectares.
Deux ans après son ouverture, en 1994, le parc fait scandale avec l'inauguration du village de Bamboula, une reconstitution d'un village de Côte d'Ivoire aux aspects de zoo humain présentant des Ivoiriens dans des conditions de travail illégales.

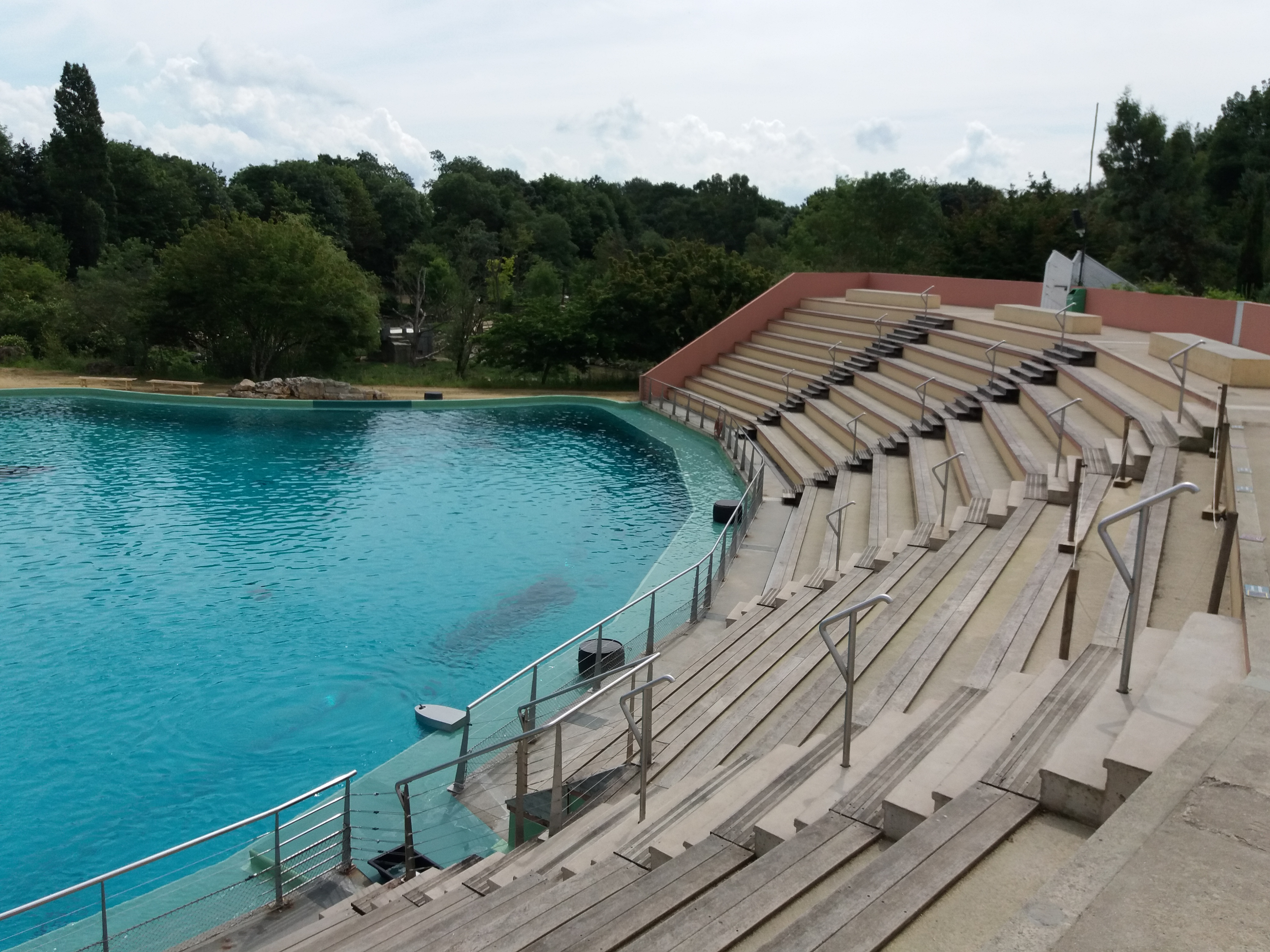
Le parc aquatique, ouvert en 1998.

En 1998 le Safari Africain est rebaptisé Planète Sauvage. Cette année voit la construction d'un complexe aquatique accueillant des otaries, après le refus du ministère de l'environnement d'autoriser l'importation de quatre grands dauphins de l'Aqualand de Costa Adeje, aux Canaries, pour absence de finalité scientifique du projet, et donc en non-conformité avec la loi du 27 juillet 1995 réglementant la capture, le transport, et l'utilisation ou la commercialisation des cétacés.
En 2003, un pont suspendu de 250 mètres de long à 5 mètres du sol est construit. Il permet d'observer une tribu de macaques, il est alors nommé parcours jungle. Avec 3,2 millions d'euros de chiffre d'affaires, le parc zoologique voit 230 000 promeneurs passer ses portes en 2004.

### Achat par la Compagnie des Alpes
En 2005, Dany Laurent quitte la direction du parc après l'achat de Planète sauvage par la division parcs de loisirs du groupe Compagnie des Alpes, une filiale de la Caisse des dépôts et consignations, une entreprise publique spécialisée dans le divertissement familial en Europe, possédant alors également le parc Astérix et le musée Grévin. Philippe Vignaud prend alors la direction de l'établissement.
En 2006 est créé Bivouac au safari, un service qui propose aux visiteurs de dormir sous une tente au milieu du parc. En 2008, le parc accueille l'exposition Planète fragile sur la beauté fragile de la nature. En octobre, deux grands dauphins, Thea et Amtan, arrivent en provenance du delphinarium d'Harderwijk (Pays-Bas) où ils sont nés captifs. En décembre, trois autres grands dauphins, Cecil, Péos et Mininos, arrivent en provenance du delphinarium du parc Astérix, nés captifs eux aussi, au parc Astérix et au SeaWorld Orlando. Le delphinarium La Cité marine ouvre au public en 2009 afin d'y présenter les cinq grands dauphins.
Le parc propose alors à ses visiteurs une découverte pédagogique de l'univers du grand dauphin Tursiops truncatus, et accueille de nombreux établissements scolaires dans le cadre d'ateliers destinés aux enfants. 
En 2011 est créé le Bivouac en Mongolie, un hébergement pour dormir sous une yourte au milieu du parc.
Trois lions mâles en bonne santé, Lulu, Clark et Tatoo, sont euthanasiés en 2013 en raison d'une surpopulation au sein du groupe de lions et de l'impossibilité de les placer dans un autre parc zoologique.
En 2014, un nouveau service est créé, Soigneur d'un jour, qui permet de vivre une journée auprès d'un soigneur animalier. Le village africain devient le Village de Kirikou, personnage du dessin animé de Michel Ocelot,. Le parc thématise alors tout l'univers du Chemin de Brousse autour du petit personnage avec l'appui et la validation de son créateur.
En mars, trois nouveaux grands dauphins (Kite, Spat et Parel) arrivent en provenance du delphinarium d'Harderwijk (Pays-Bas) et du delphinarium du zoo de Münster (Allemagne), tous nés captifs à Harderwijk.
En provenance du parc Astérix, les grands dauphins Galéo et Aicko rejoignent en début d'année 2015 le delphinarium de Planète Sauvage. Dans le même temps, celui prénommé Cecil fait le trajet inverse.

### Achat par le groupe Looping
Le 22 mai 2015, la Compagnie des Alpes annonce la vente de Planète sauvage et de La Mer de sable au groupe Looping pour 15,4 millions d'euros. Le groupe possède alors neuf autres sites touristiques à ancrage régional. C'est un groupe français à dimension européenne qui a pour principal actionnaire le fonds d'investissement belge Ergon Capital Partners, une filiale du Groupe Bruxelles Lambert. En 2019, il passe sous le contrôle du fonds souverain de l'émirat d'Abou Dabi, Mubadala Investment Company.

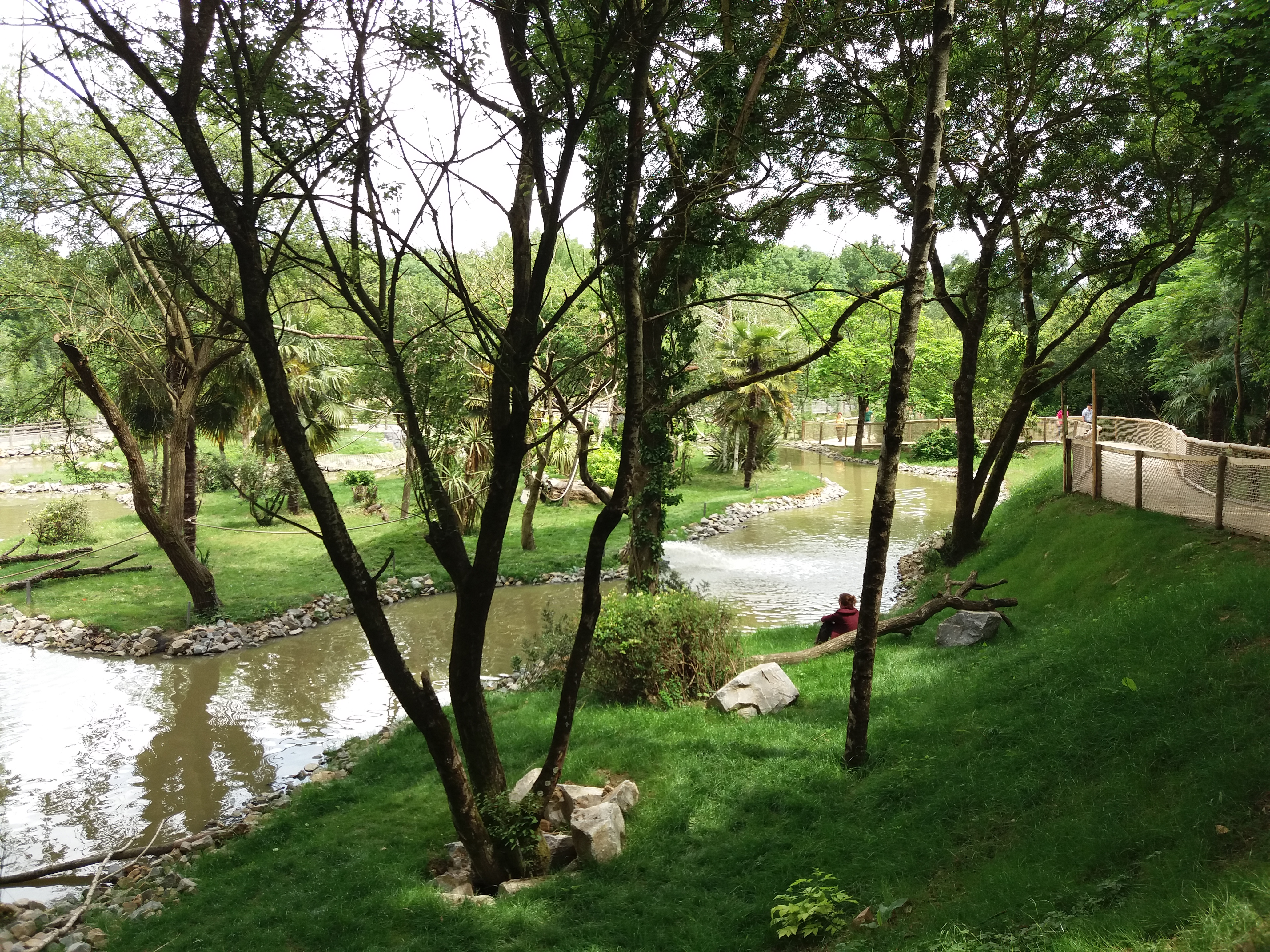
Sentier pédestre.

Les deux parcours pédestres que sont le Sentier des Incas et le Temple de la Jungle sont les nouveautés de la saison 2016. Le premier est consacré à l'Amérique du Sud avec un espace de contact pour saïmiris ainsi que flamants roses, coatis et aras. Le deuxième est la rénovation du parcours jungle avec les macaques rhésus.
Dans la nuit du vendredi 31 mars au samedi 1er avril 2018, des cambrioleurs dérobent deux saïmiris communs dans le parc zoologique.
Deux oursons noirs naissent le 2 février 2019. 
Pour compléter l'offre d'hébergement, le parc ouvre dix loges familiaux qui sont inaugurés pendant l'été 2019. Avec 2,6 millions d'euros investis dans ces nouveaux hébergements, les clients logent face à plusieurs animaux africains. L'ensemble se dresse dans une plaine de cinq hectares face à une centaine d'animaux (girafes, antilopes, pélicans, etc.).

## Les différentes parties du parc

### La piste Safari

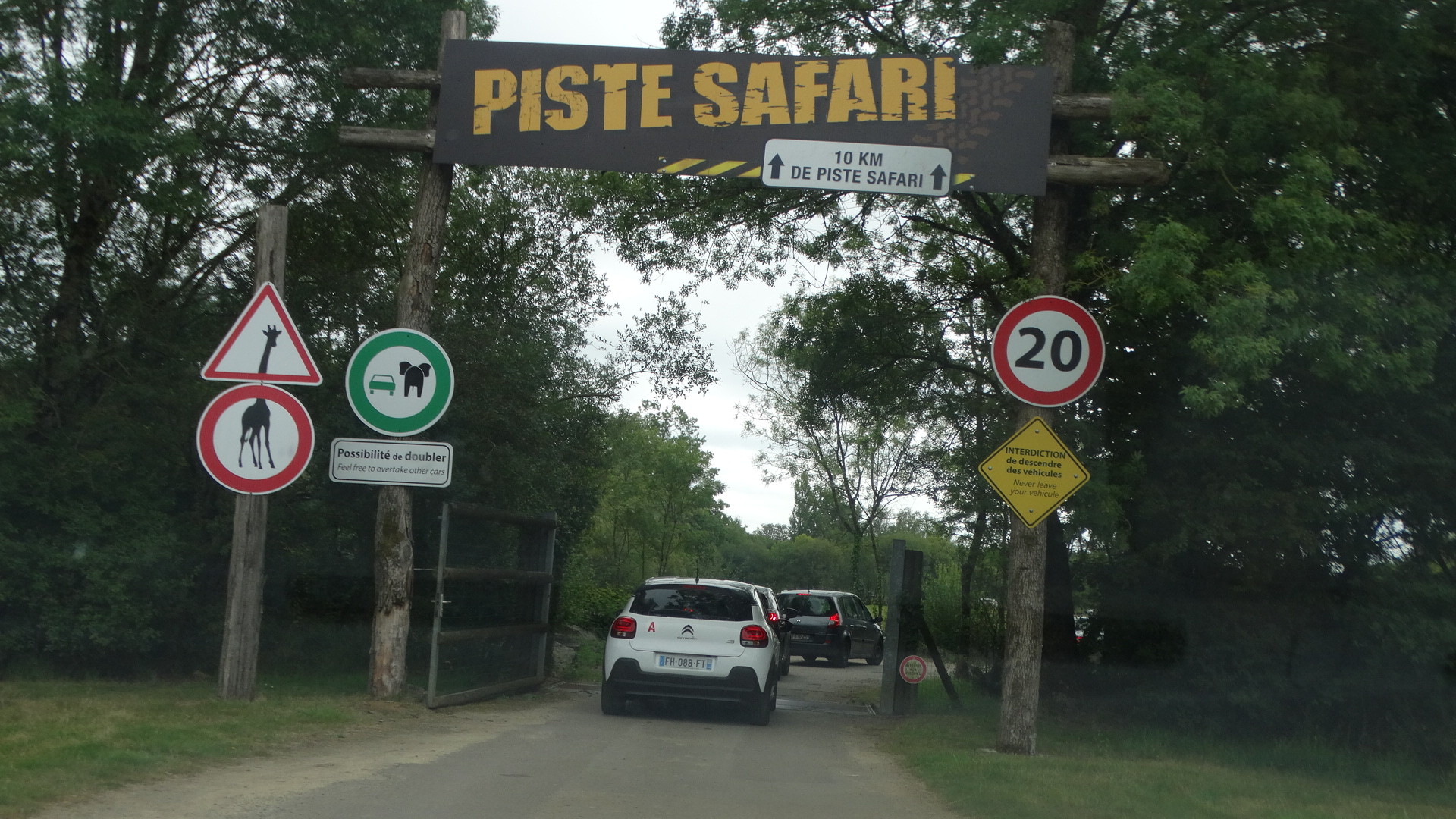
Entrée de la piste Safari.

À bord de son véhicule personnel ou d'un 4×4 du parc, le visiteur parcourt dix kilomètres de piste au plus près des animaux. Quinze parcs clôturés sur environ 60 hectares — la plus grande partie du parc — sont à traverser pour observer girafes, lions, loups, ours, éléphants, tigres, guépards, rhinocéros blanc, hippopotames, cerfs, antilopes. Le raid 4×4 est un camion brousse de safari piloté par un guide.
Le safari présente quinze grands parcs clôturés de plusieurs hectares chacun, de prairies arborées avec plusieurs points d'eau pour les animaux, où plusieurs espèces d'herbivores entre autres, cohabitent entre elles selon leurs milieux et leurs continents et évoluent en troupeau. Cinq continents sont représentés.

#### L'Afrique

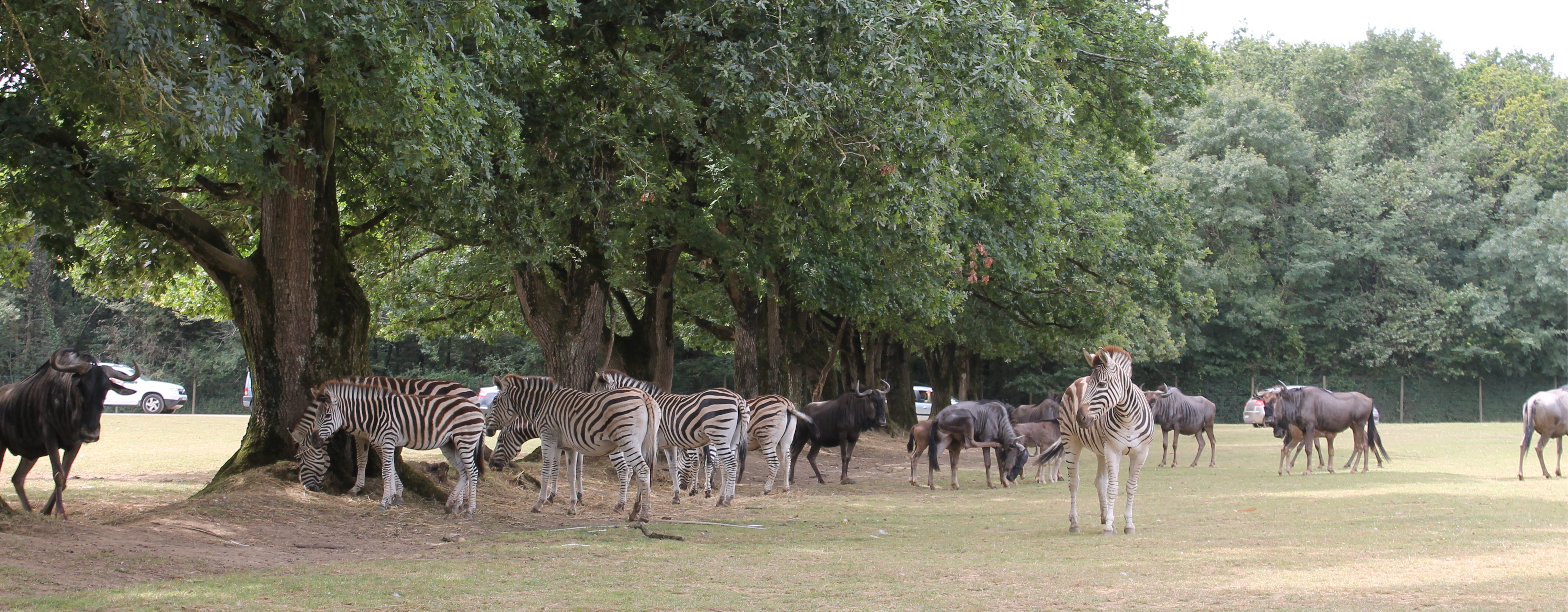
Les zèbres et les gnous cohabitent ensemble.

Plusieurs parcs où cohabitent des girafes, des rhinocéros blancs, des zèbres de Chapman, des bœufs watusi, des hippopotames, des autruches et des antilopes de dix espèces différentes (élands, oryx algazelle, blesboks, addax, cobes à croissant, impalas, gnou bleu, grand koudous, cobes de Lechwe et sitatungas).
Le parc aux lions avec des rails, un train et des tipis, (en référence à la légende des lions de Tsavo) une dizaine de lions sont installés sur un territoire de 3,5 hectares.
Le parc des guépards est une installation de grande taille, leur enclos s'étend sur cinq hectares.
Une femelle éléphants d'Afrique évolue sur une prairie herbeuse de six hectares. Leur enclos comprend un bassin de 5 000 m2, des rochers et des troncs d'arbres qui servent d'enrichissement aux pachydermes.

#### L'Amérique
Il y a deux parcs américains :

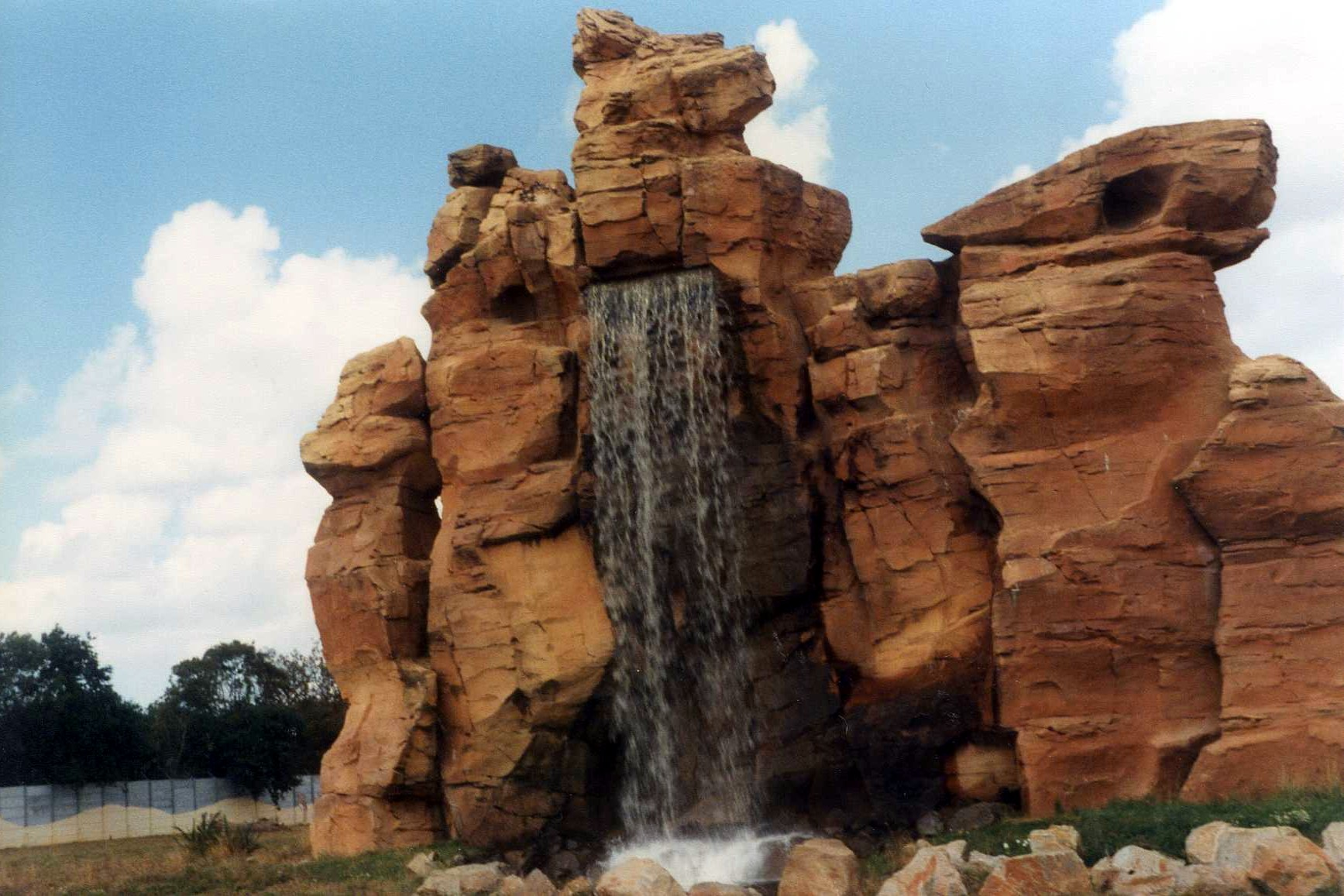
Rocher des ours.

- le premier est une prairie de sept hectares où évoluent les bisons, lamas et nandous;
- le second est un grand enclos fermé où évoluent de nombreux ours noirs baribals. Un haut rocher aménagé avec une cascade sert d'enrichissement principal aux ours. Depuis 2006, une intéressante cohabitation existe : cinq mouflons canadiens vivent désormais avec ces carnivores. Il possède également une zone réservée aux mouflons, où les ours n'ont pas accès.

#### L'Asie
Deux parcs asiatiques, dont l'un présente des ongulés asiatiques (yacks, antilopes Nilgauts, cerf axis et hydropotes). L'autre est le lieu de vie de trois tigres qui se partagent un territoire de trois hectares, aménagé d'un étang.

#### L'Australie
Un parc australien de quatre hectares, ou évoluent de nombreux kangourous roux, wallabys de bennett et émeus.

#### L'Europe
Il s'agit d'un grand parc forestier d'un hectare qui abrite une meute de loups arctiques.

### La zone piétonne

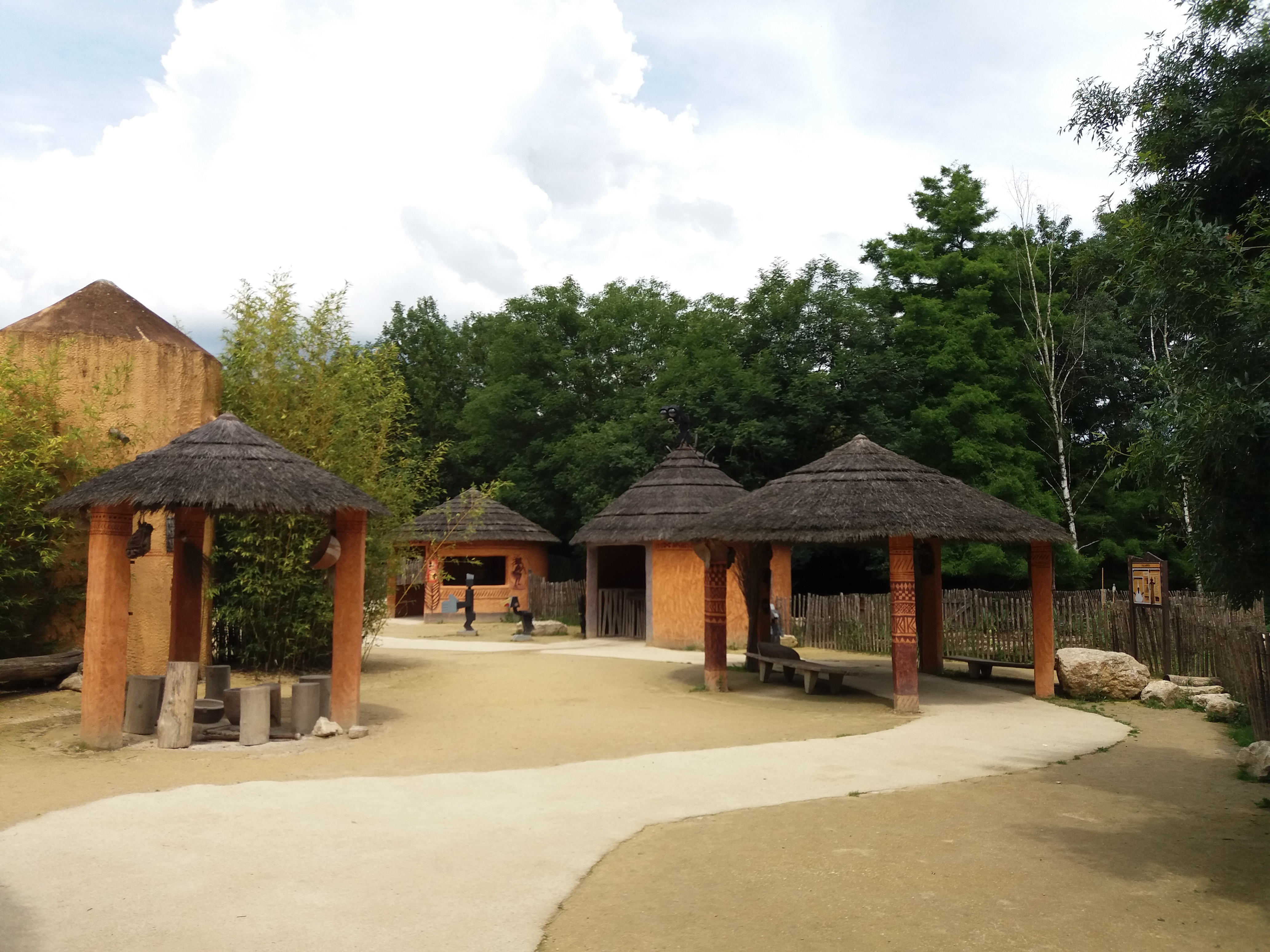
Le village de Kirikou.

#### Le Chemin de Brousse
Cet espace présente un village de brousse, reconstitution d'un village du pays Sénoufo, en Côte d'Ivoire. Depuis 2014, ce village est thématisé autour de l'univers du petit personnage de Kirikou. On y retrouve des animaux emblématiques, comme le suricate, la tortue sillonnée, la petite antilope dik-diks ou encore plusieurs espèces d'oiseaux (marabouts, grues, ibis, etc.).
En sortant du village les visiteurs arrivent sur une île dédiée à Madagascar présentant trois espèces différentes de lémuriens.

#### Le Temple de la Jungle
Nommé parcours jungle jusqu'en 2015, le Temple de la Jungle se situe dans un secteur paysagé. Cet univers présente différentes espèces asiatiques : loutres à pelage lisse, cerfs du prince Alfred, dholes (loups asiatiques) et macaques rhésus avec les cochons du vietnams

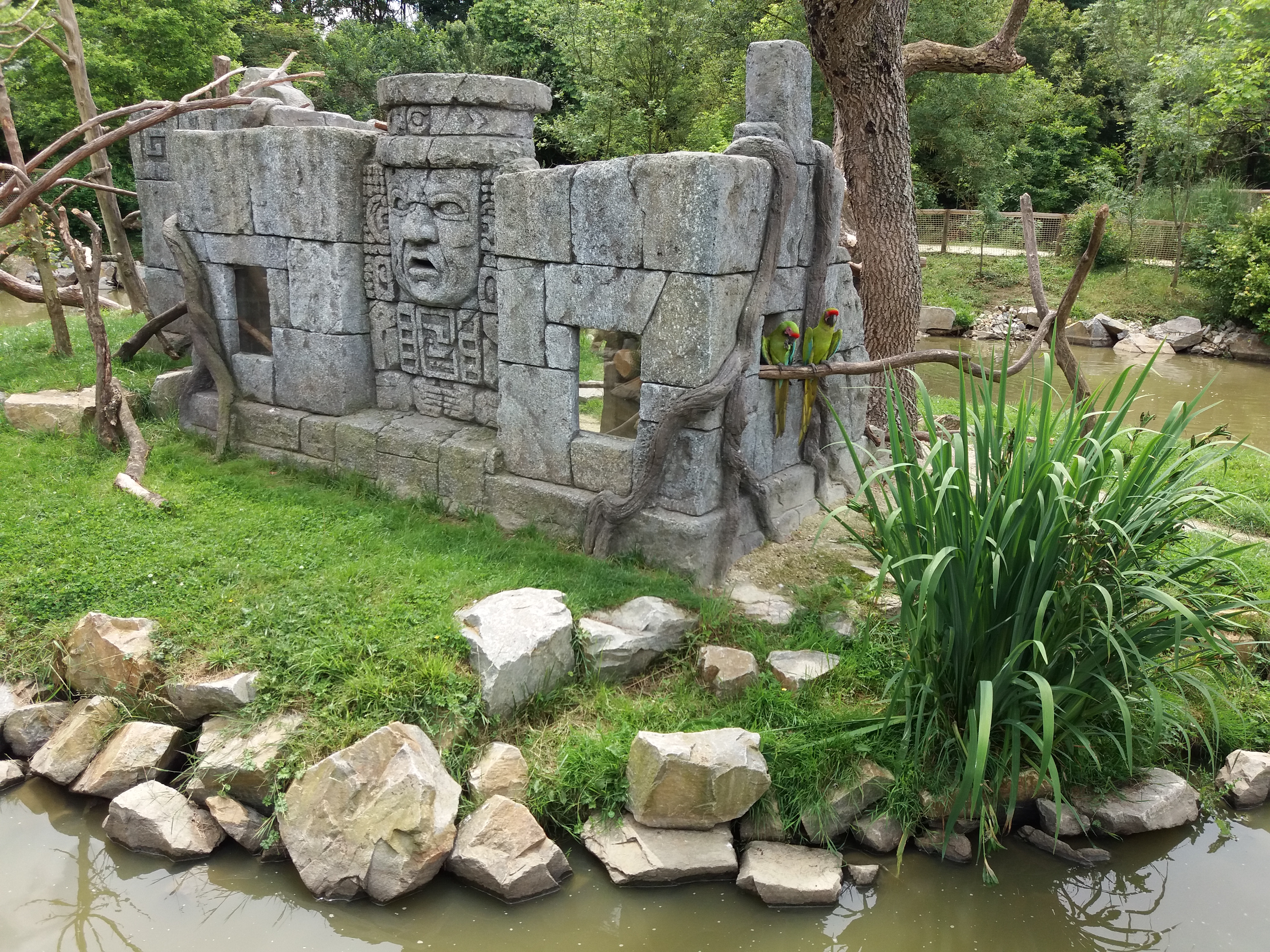
Le Sentier des Incas, lieu de vie des aras.

#### Le Sentier des Incas
Créé en 2016, le Sentier des Incas présente des animaux d'Amérique du Sud tels une colonie de flamants roses, des saïmiris en semi-liberté, des tapirs, des alpagas, ainsi que des coatis roux et maras (lièvre de Patagonie). par exemple cet espace doublera en 2018, avec la création de nouvelles îles accueillant différentes espèces de singes comme des singes hurleurs roux, tamarins et sakis.

#### La Cité Marine
Depuis novembre 2008 aprÈs les otaries, un groupe de grands dauphins est présenté au cœur des quatre bassins de la cité marine, le delphinarium du parc. Leur suivi vétérinaire est du delphinarium d'Hardjewijck
Composé de dix dauphins en 2020, le groupe comprend sept mâles et trois femelles, tous nés captifs. Ils sont âgés de 5 à 36 ans,.
Le groupe a connu quatre naissances. Une première en 2015, le delphineau est mort à douze jours à la suite d'un conflit au sein du groupe, deux autres lorsque les femelles Amtan et Parel ont donné naissance à un delphineau chacune, le 28 août et le 14 septembre 2016, respectivement. Parel donne à nouveau naissance le 7 mai 2019. Le delphineau pèse approximativement douze kilos,.
Le 8 juin 2020, la dauphine Amtan donne naissance à son deuxième petit mâle.

## Recherches
En partenariat avec le parc, qui met ses animaux à disposition des chercheurs, les scientifiques de l'UMR d’éthologie animale et humaine de l’université Rennes-I et du CNRS étudient l'éthologie, principalement chez les grands dauphins, mais aussi chez d'autres espèces. Jusqu'en 2016, neuf articles ont été publiés par les scientifiques dans des revues internationales à comité de lecture. Planète Sauvage a également ouvert ses portes à d'autres collaborations,.
Au cours de ces recherches les scientifiques étudient la latéralité visuelle des grands dauphins et mettent en évidence qu'ils utilisent leur œil gauche et donc l'hémisphère droit pour regarder des objets qui leur sont familiers, alors qu'ils utilisent leur œil droit et donc l'hémisphère gauche pour regarder des objets qu'ils ne connaissent pas,,.
En étudiant les sons produits par ces dauphins pendant leur phase de repos nocturne ils découvrent que leur mémoire auditive et leur capacité à reproduire des sons leur permettent de répéter les sons de baleines diffusés au cours des spectacles auxquels ils participent dans la journée,. Ils mettent aussi en évidence des phases de productions sonores précédant des phases de sommeil.
D'autres études permettent de relancer le débat sur les capacités perceptives de cette espèce,. En plus de montrer chez le grand dauphin l'existence du gout et de l'odorat, les scientifiques ont montré que cette espèce était sensible aux champs magnétiques et que les dauphins étaient capables de discriminer deux objets sur la base de leurs propriétés magnétiques,.
Chez la loutre cendrée, l'équipe scientifique étudie les différentes modalités de communication. D'autres travaux permettent de mettre en évidence l'existence de traits de caractères chez les macaques rhésus.

## Conservation
Bien qu'il ne soit pas membre de l'EAZA, le parc soutient financièrement des associations de protection de la nature. Il a soutenu l’association Mer Fragile dans un projet d'étude des cétacés sauvages vivant au large de l'estuaire de la Loire,. Il crée en 2005 la branche française de l'association allemande Yaqu Pacha (de) qui agit sur le terrain pour la conservation des mammifères aquatiques d’Amérique du Sud, et soutient l'association néerlandaise SOS Dolfijn (nl) du delphinarium d'Harderwijk destiné au secours des mammifères marins échoués.
En juin 2015 est lancée l’association Planète Sauvage Nature destinée à soutenir des actions de conservation en milieu naturel. Parmi les ONG soutenues par cette association figurent le Sahara Conservation Fund (en), l’association européenne pour l’étude et la conservation des lémuriens et l'orphelinat pour rhinocéros Fundimvelo Thula Thula (en).

## Économie
C'est la société nommée Safari Africain de Port St Père qui gère le parc. Les résultats de la saison 2004 sont de 3,2 millions d'euros de chiffre d'affaires et de 230 000 entrées. Son chiffre d'affaires bondit de 74 % en 2009 après l'arrivée des grands dauphins,, sa fréquentation annuelle augmente alors de près de 122 000 visiteurs.
| Année         | 2008    | 2009    | 2010    | 2011    | 2012    | 2013    | 2014    | 2015    | 2016    | 2017    | 2018    |
| ------------- | ------- | ------- | ------- | ------- | ------- | ------- | ------- | ------- | ------- | ------- | ------- |
| Fréquentation | 200 000 | 321 955 | 220 257 | 263 037 | 262 227 | 216 305 | 254 656 | 251 861 | 235 065 | 248 600 | 271 000 |

En septembre 2014 son chiffre d'affaires est de 6,5 millions d'euros (en hausse globale sur les cinq dernières années), avec un résultat net de 350 000 euros. Elle emploie alors 65 personnes. Son résultat net est négatif en 2010 (- 257 000 €), 2011 (- 345 000 €) et 2013 (- 605 000 €).
Au 30 septembre 2017, le parc réalise un chiffre d'affaires de 6 974 600 euros, un résultat de 150 700 euros, pour un effectif moyen annuel de 78 salariés.

## Controverses

### Le Village de Bamboula

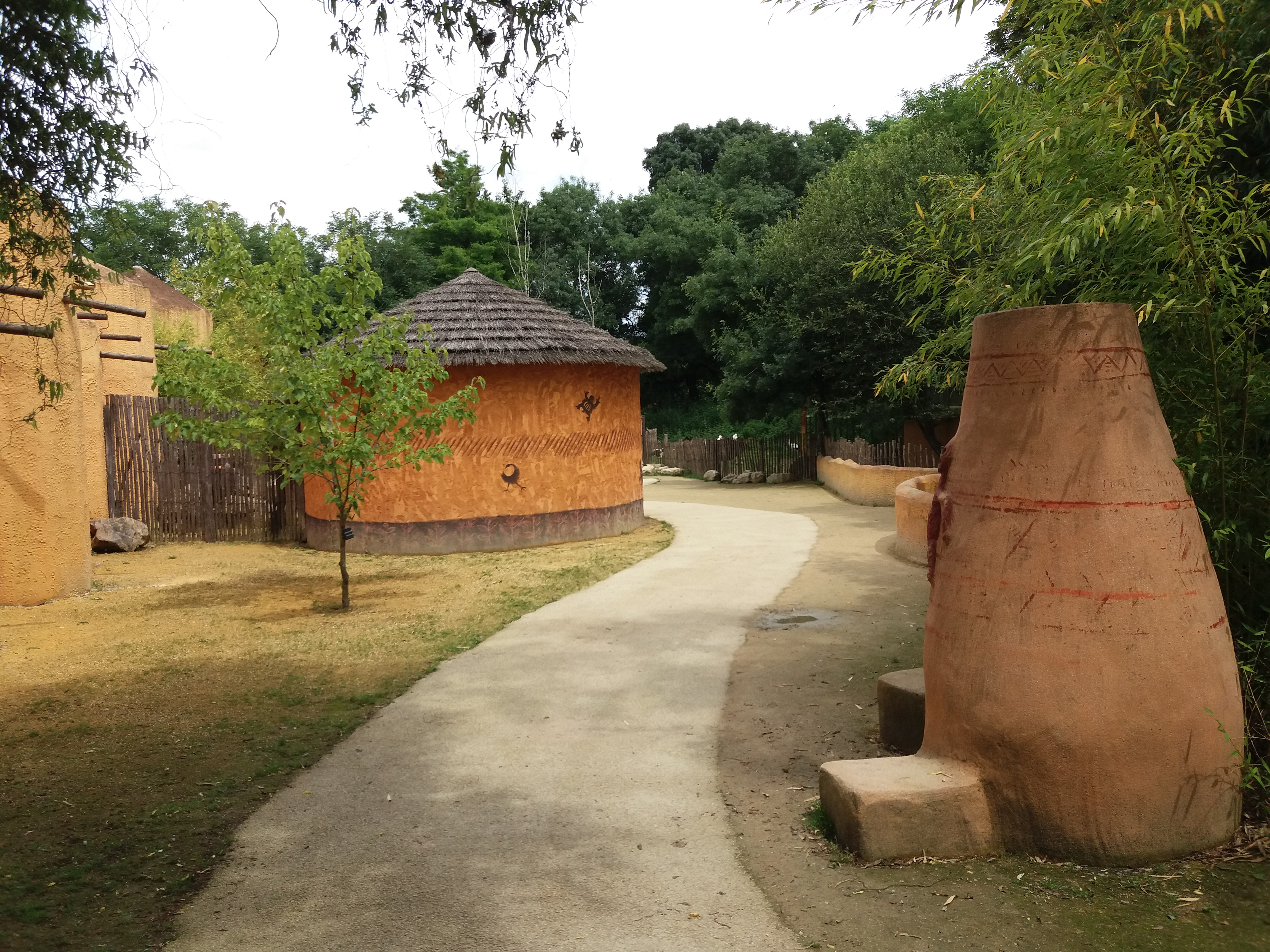
Le village de Kirikou, qui a remplacé le village de Bamboula.

En 1994, le parc, qui s'appelait encore Safari Africain, a inauguré un village africain avec 25 hommes, femmes et enfants ivoiriens qui devaient, par contrat, être torse nu quand la température le permettrait. Ces personnes volontaires étaient sous convention avec le ministère du tourisme ivoirien, et n'avaient ni visa de travail, ni salaire ; seule une indemnité avait été versée au village d'origine. Sponsorisé par la biscuiterie Saint-Michel, pour faire la promotion de sa marque de gâteaux Bamboula, le village de la Côte d'Ivoire reconstitué a pris la dénomination de Village de Bamboula,. La mobilisation du collectif « Non à la réserve humaine », met fin au projet, rappelant les zoos humains des expositions coloniales dans lesquelles on exposait à côté d'animaux des indigènes venus des colonies. Depuis, les cases du village africain servent à l'exposition des reptiles et des oiseaux.
Le parc a été condamné en 1997 pour non-respect de la législation du travail,. Le documentaire Le Village de Bamboula : L’Indécence pavée de bonnes intentions, produit par France 3 en 2022, relate l'histoire de cet ancien village au sein du parc et la mobilisation du collectif autour des danseurs et des artisans ivoiriens. Ce village a été fermé 6 mois après son inauguration.

### Le delphinarium

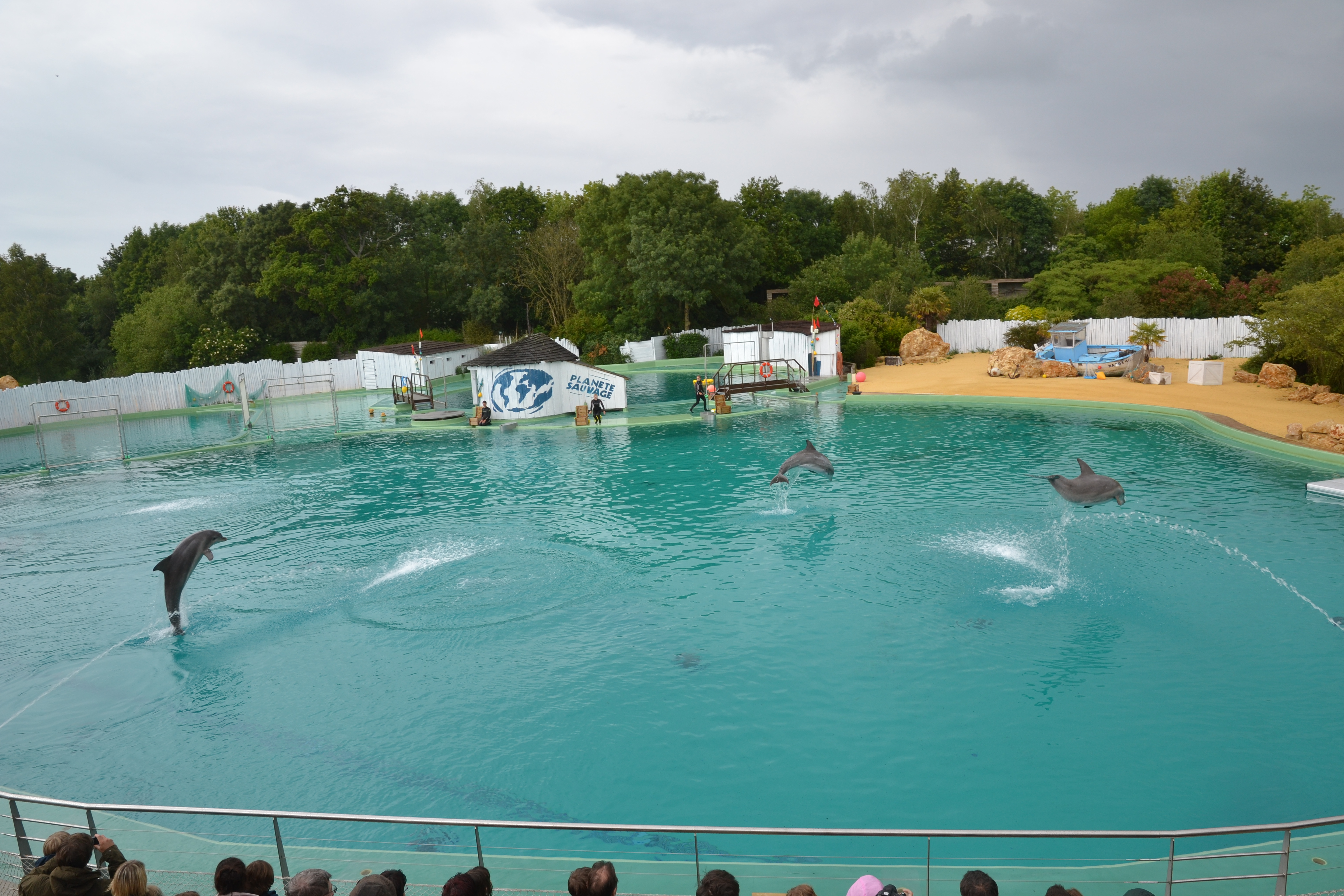
Bassin des grands dauphins.

En 1998, la direction du parc décide de construire un delphinarium et débute alors les travaux de réalisation des bassins avant d'avoir reçu l'autorisation d'importer des dauphins. En effet, l'établissement d'un delphinarium est soumis à conditions par la loi française, notamment à l'obligation de présenter un programme scientifique et pédagogique associé au projet. Le parc revendique la caution scientifique du centre de recherche sur les mammifères marins de La Rochelle, sans la lui demander, et alors que les scientifiques de ce centre y étaient opposés. Cette façon de procéder est interprétée comme une volonté de passer en force par le ministère de l'Environnement, qui refuse l'autorisation d'importation des dauphins devant l'absence de finalité scientifique du projet et l'insuffisance de l'accompagnement pédagogique.
Ces bassins accueillent uniquement des otaries jusqu'en 2007, date à laquelle le parc, récemment racheté par la Compagnie des Alpes, obtient une réponse favorable après avoir formulé une nouvelle demande. Ce projet est accepté par le préfet Bernard Boucault. Les associations One Voice et SOS Grand Bleu déposent alors un recours devant le tribunal administratif de Nantes.
Les dauphins arrivent à la Cité marine fin 2008 et sont présentés au public en mars 2009. En septembre 2009, le tribunal administratif de Nantes suspend l'arrêté préfectoral de 2007 pour vice de forme, à la suite du recours déposé par les associations. Les dauphins peuvent rester temporairement à Planète sauvage sans être montrés au public. La saison d'ouverture du parc zoologique se termine le 1er décembre et le site est fermé au public. Le parc fait appel et reçoit l'autorisation après une nouvelle enquête publique locale; le delphinarium est à nouveau accessible au public le 10 juillet 2010.
En septembre 2011, Théa, un des grands dauphins, meurt à l'âge de 19 ans. En octobre 2012, un autre dauphin, Mininos, meurt à l'âge de 8 ans. Selon les associations qui s'étaient mobilisées contre ce projet de delphinarium, ces morts seraient prématurées en regard de l'espérance de vie en milieu sauvage, et seraient la conséquence de l’inadéquation des conditions de captivité de ces animaux avec les besoins physiologiques de l'espèce.
En juin 2015, dans le cadre du mouvement international Empty the tanks, une manifestation contre la captivité des cétacés est organisée devant l'entrée du parc par l'association C'est Assez. En août, un delphineau de douze jours meurt d'une hémorragie interne après avoir reçu un coup durant un affrontement entre sa mère et une autre femelle récemment ajoutée — en avril — au groupe. Le responsable scientifique du parc, Martin Böye, affirme alors que ce genre d'incident pourrait aussi se produire en milieu naturel; il est ensuite contredit par des spécialistes des grands dauphins qui argumentent qu'en milieu naturel les coups n'entraînent pas le décès de l'animal car le milieu est ouvert, laissant aux individus la possibilité de prendre leurs distances lors de conflits, ce qui est impossible en captivité.
En juin 2016, l'association One Voice porte plainte contre Planète Sauvage. Elle dénonce l'état du grand dauphin Galéo régulièrement maltraité par ses congénères. En novembre, Aïcko, un mâle de 6 ans, meurt.

### Les macaques de l'Institut Max-Planck
Le 16 décembre 2014, Planète Sauvage est mis en cause par le quotidien en ligne Reporterre révélant que des macaques rhésus nés dans le zoo auraient été revendus en Allemagne à l’Institut Max-Planck où ils auraient été trépanés,.
L'enquête de Reporterre fait suite à la diffusion, en septembre, par la chaîne allemande Stern TV d'un film tourné en caméra cachée au sein du laboratoire de recherche neurologique allemand Max-Planck de Tübingen, effectué pendant sept mois, entre 2013 et 2014, par des militants de l'union britannique pour l'abolition de la vivisection et de l'association allemande SOKO Tierschutz. Selon leur investigation, relayée par l’ONG One Voice, certains de ces singes seraient nés en France dans un zoo à Port-Saint-Père en Loire-Atlantique, avant d'avoir été transférés dans un élevage proche.
Neuf singes dont deux nés à Planète Sauvage et sept nés à Savane Nature, auraient servi à des expérimentations.
Le 18 décembre 2014, le parc publie un message sur sa page Facebook reprenant les informations données aux journalistes de Reporterre au cours de leur enquête, et dans lequel il affirme ne pas être au courant d'un tel transfert de macaques vers l'Allemagne et évoque seulement le transfert d'un groupe d'individus vers des installations de la société Savane Nature sur la propriété privée du fondateur et ancien directeur du parc, Dany Laurent. Ce groupe de macaques y aurait été prêté ou donné pour y être élevé, entre 2009 et 2013. La veuve de Dany Laurent affirme n'avoir vendu aucun animal aux laboratoires.